# Syngnathus watermeyeri
Syngnathus watermeyeri és una espècie de peix de la família dels singnàtids i de l'ordre dels singnatiformes.

## Morfologia
- Els mascles poden assolir 13 cm de longitud total.[1]

## Reproducció
És ovovivípar.

## Hàbitat
És un peix demersal de clima temperat.

## Distribució geogràfica
Es troba a Sud-àfrica.